# Hrabstwo Douglas (Minnesota)

Piramida wieku hrabstwa

Hrabstwo Douglas ze stolicą w mieście Alexandria znajduje się w centralnej części stanu Minnesota, USA. Według danych z roku 2005 zamieszkuje je 35 138 mieszkańców, z czego 98,49 stanowią biali. Nazwa pochodzi od nazwiska XIX-wiecznego polityka Stephena A. Douglasa, członka Partii Demokratycznej

## Warunki naturalne
Hrabstwo zajmuje obszar 1,865 km² (720 mi²), z czego 1,643 km² (634 mi²) to lądy, a 222 km² (86 mi²) wody. Graniczy z 6 innymi hrabstwami:
- Hrabstwo Otter Tail (północ)
- Hrabstwo Todd (wschód)
- Hrabstwo Stearns (południowy wschód)
- Hrabstwo Pope (południe)
- Hrabstwo Stevens (południowy zachód)
- Hrabstwo Grant (zachód)

### Główne szlaki drogowe
| - Interstate 94 - U.S. Highway 52 - Minnesota State Highway 27 - Minnesota State Highway 29 | - Minnesota State Highway 55 - Minnesota State Highway 79 - Minnesota State Highway 114 - Minnesota State Highway 127 |

## Demografia
Według spisu z 2000 roku hrabstwo zamieszkuje 32 821 osób, które tworzą 13 276 gospodarstw domowych oraz 9027 rodzin. Gęstość zaludnienia wynosi 20 osób/km². Na terenie hrabstwa jest 19 694 budynków mieszkalnych o częstości występowania wynoszącej 10 budynki/km². Hrabstwo zamieszkuje 98,49% ludności białej, 0,18% ludności czarnej, 0,24% rdzennych mieszkańców Ameryki, 0,4% Azjatów, 0,03% mieszkańców Pacyfiku, 0,18% ludności innej rasy oraz 0,48% ludności wywodzącej się z dwóch lub więcej ras, 0,59% ludności to Hiszpanie, Latynosi lub inni. Pochodzenia niemieckiego jest 38,5% mieszkańców, 24,6% norweskiego, a 8,1% szwedzkiego.
W hrabstwie znajduje się 13 276 gospodarstw domowych, w których 29,9% stanowią dzieci poniżej 18. roku życia mieszkający z rodzicami, 59% małżeństwa mieszkające wspólnie, 6,4% stanowią samotne matki oraz 32% to osoby nie posiadające rodziny. 26,5% wszystkich gospodarstw domowych składa się z jednej osoby oraz 12,3% żyję samotnie i jest powyżej 65. roku życia. Średnia wielkość gospodarstwa domowego wynosi 2,43 osoby, a rodziny 2,93 osoby.
Przedział wiekowy populacji hrabstwa kształtuje się następująco: 24% osób poniżej 18. roku życia, 9,2% pomiędzy 18. a 24. rokiem życia, 25% pomiędzy 25. a 44. rokiem życia, 23,8% pomiędzy 45. a 64. rokiem życia oraz 17,9% osób powyżej 65. roku życia. Średni wiek populacji wynosi 40 lat. Na każde 100 kobiet przypada 99 mężczyzn. Na każde 100 kobiet powyżej 18. roku życia przypada 96,9 mężczyzn.
Średni dochód dla gospodarstwa domowego wynosi 37 703 dolarów, a średni dochód dla rodziny wynosi 46 250 dolarów. Mężczyźni osiągają średni dochód w wysokości 30 968 dolarów, a kobiety 21 240 dolarów. Średni dochód na osobę w hrabstwie wynosi 18 850 dolarów. Około 5,6% rodzin oraz 8,5% ludności żyje poniżej minimum socjalnego, z tego 9,3% poniżej 18 roku życia oraz 11% powyżej 65. roku życia.

## Miasta
- Alexandria
- Brandon
- Carlos
- Evansville
- Forada
- Garfield
- Kensington
- Millerville
- Miltona
- Nelson
- Osakis[1]